# Molophilus megacanthus
Molophilus megacanthus är en tvåvingeart som beskrevs av Alexander 1934. Molophilus megacanthus ingår i släktet Molophilus och familjen småharkrankar. Inga underarter finns listade i Catalogue of Life.